# Wsewołod Ripecki
Wsewołod Ripecki (ur. 1884 w Samborze, zm. w lipcu 1919 koło Sołotwyn) – ukraiński działacz polityczny i społeczny.
Syn duchownego greckokatolickiego, brat Myrosława Ripeckiego. Działacz Ukraińskiej Partii Socjal-Demokratycznej (USDP), powiatowy komisarz rządu Zachodnioukraińskiej Republiki Ludowej w powiecie Turka.
Rozstrzelany przez wojsko polskie razem państwowym sekretarzem ZURL M. Martyńcem, Iwanem Sileckim wraz z synem i zięciem oraz W. Padochem.